# Dannie N. Heineman
Pour les articles homonymes, voir Heineman.
Dannie N. Heineman, né le 23 novembre 1872 à Charlotte, en Caroline du Nord, et mort le 31 janvier 1962 à Greenwich, dans le Connecticut, est un ingénieur et entrepreneur américano-belge d'origine allemande. Il était directeur exécutif de la multinationale belge Sofina pendant cinquante ans et participe au développement des centrales électriques européennes. C'était un philanthrope, mécène et soutien généreux des sciences, notamment à travers la « fondation Heineman », en sciences médicales et par les  prix Dannie Heineman pour la physique mathématique et  prix Dannie Heineman pour l'astrophysique. La fondation soutient également le prix Heineman de l'Académie des sciences de Göttingen.

## Biographie
Dannie N. Heineman est né en 1872 aux États-Unis. Son père James, dont les ancêtres ont émigré d'Allemagne, est né à  Bangor, dans l'État du Maine, où il tient un commerce de tabac, sa mère Minna Hertz, née à  Ottersberg en Basse-Saxe, est arrivée à Charlotte peu de temps avant,,.
À la mort de son père, sa mère est sans ressources et a la charge de deux petits garçons, Dannie et son frère Alfred. Elle retourne en Allemagne avec ses fils, puis s'installe en 1883 à Hanovre où elle ouvre une pension de famille, alors que Dannie donne des leçons d'anglais.

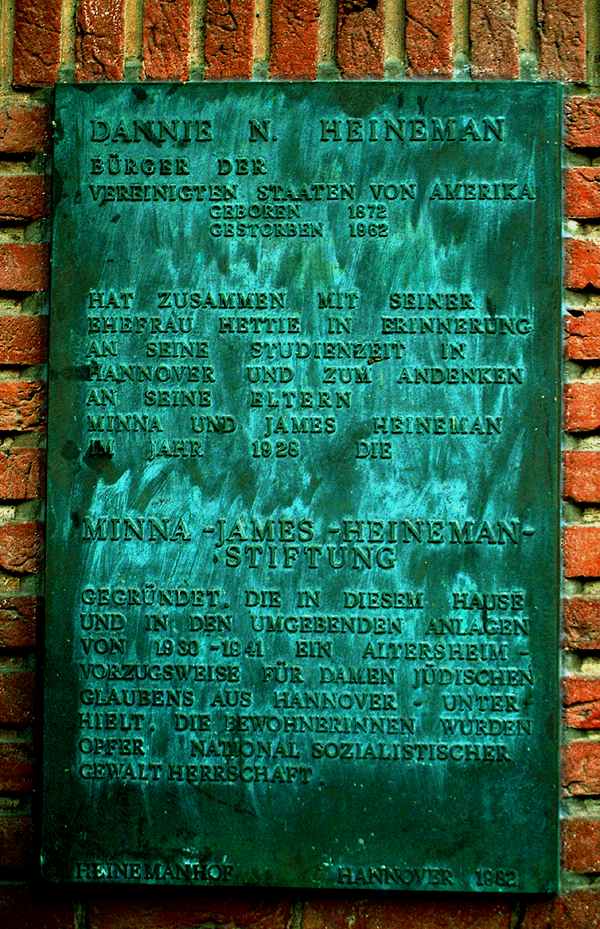
Plaque commémorative de la maison de retraite, au Heinemanhof, Hanovre (1982).

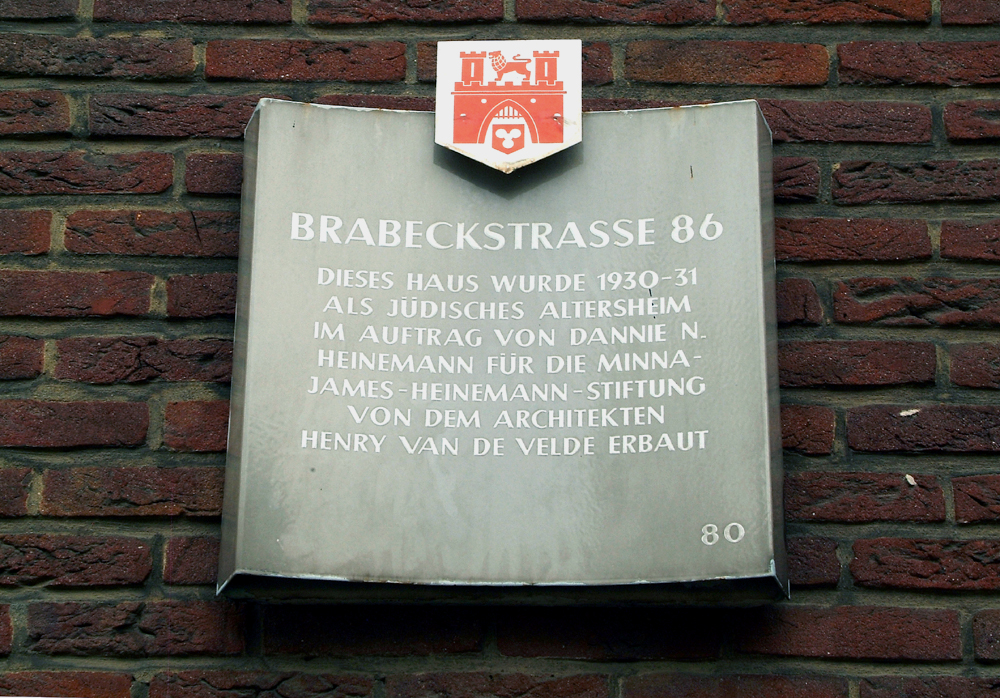
Autre plaque commémorative de la maison de retraite, au Heinemanhof, Hanovre (1982).

Dannie fait des études à la Technischen Hochschule de Hanovre grâce à une bourse d'études pour étudiants américains fondée par un entrepreneur américain fortuné qui avait fait lui-même ses études dans cette école, et il obtient en 1893 un diplôme d'ingénieur en électrotechnique. 

### Débuts
À la sortie de la Hochschule, il est engagé par le groupe UEG (« Union Elektrizitäts Gesellschaft », précurseur de l'AEG à Berlin. Cette société, fondée au départ comme Deutsche Edison, est dirigée par Emil Rathenau, père de Walther Rathenau. Elle est alors associée à General Electric dont le directoire comprend Charles Steinmetz et Thomas Edison et qui accorde des licences pour ses produits à des entreprises à condition qu'elles comportent trois ingénieurs américains. UEG avait alors déjà deux ingénieurs américains, et avec l'embauche de Heineman réussit à obtenir les licences d'exploitation.
Après deux années de travail administratif au siège social à Berlin, Heineman est affecté au travail sur le terrain, et pendant les quatre années suivantes, il travaille dans l'ingénierie de l'électrification des tramways et de funiculaires, et dans la construction de centrales électriques et de réseaux de distribution en Belgique (Liège), Allemagne (Coblence) et Italie (Naples). 
En 1901, l'UEG acquiert une participation dans une société belge, l'« Union Électrique », et en reconnaissance de ses succès, Heineman est chargé de la gestion de cette société. Sous sa direction, des mines de charbons et des aciéries sont électrifiées et diverses centrales électriques et réseaux de distributions sont construits en Belgique. 

### Sofina
En 1905, il est nommé directeur général d'une petite société de placements financiers appelée  « Société Financière de Transports et d'Entreprises Industrielle »  (Sofina) créée en 1898 par un groupe de banquiers belges et d'industriels allemands. 
Simple société à portefeuille au départ, la Sofina devient après 1905, et sous l'impulsion de Heineman un puissant trust électrique,,. Dannie Heineman, qui avait accepté de rejoindre la Sofina à condition d'être chargé dans les six mois du développement de projets d'envergure, y est resté pendant cinquante ans : il dirige la Sofina de 1905 à 1955. L'entreprise devient une multinationale, employant jusqu'à 40 000 personnes, et créant des réseaux d'électricité et des centrales hydroélectriques ou charbonnières en Amérique centrale et du Sud, en Europe de l'Ouest, au Moyen-Orient. L'entreprise a également ses propres laboratoires de développement scientifique et technique, et des cabinets d'analyse économique et finaniècière.
En 1940, la famille Heineman déménage à New York, puis vers la fin de sa vie, Dannie Heineman réside à Greenwich.

## Actions

### Première Guerre mondiale
Au début de la Première Guerre mondiale, la Belgique est occupée par des troupes allemandes. Heineman participe aux négociations avec les responsables allemands, britanniques, français et ultérieurement américains en faveur la création du  Comité national de secours et d’alimentation et de la Commission for Relief in Belgium qui organisent des transports et distributions de nourriture en Belgique. Heineman reçoit, dans les années 1950 et en reconnaissance de ces actions, la Grande Croix de l'ordre de Léopold II de Belgique,  et est promu Grand-Officier de l'ordre de Léopold.

### Fondation Minna et James Heineman
La Minna-James-Heineman-Stiftung porte le nom des parents du fondateur. La fondation est créée en 1928, un an après la mort de sa mère. L'objectif principal de la fondation est de fournir une maison de retraite à des « ältere, bedürftige alleinstehende Damen der gebildeten Stände, vorzugsweise jüdischen Glaubens aus der Stadt Hannover ... », pour leur offrir une résidence pendant les dernières années de leur vie, et ceci gratuitement.
Heinemanhof
La résidence de la fondation, appelée le Heinemanhof (de), est construite en 1930-1931 par l'architecte Henry Van de Velde, sous la supervision de Hettie Heineman, l'épouse de Dannie Heineman, qui est elle-même originaire de Hanovre. L'immeuble en briques est conçu dans le but de fournir un séjour agréable à environ 60 résidentes (y compris le personnel). Chacune dispose d'un logement de trois pièces avec balcon. Jusqu'en 1939, l'établissement fonctionne sur ces bases. L'immeuble est confisqué en 1941 au profit de la Reichsvereinigung der Juden in Deutschland (de), l'association des juifs du Reich, qui le transforme en maison juive où sont internés des juifs,.

### Relations avec l'Allemagne
Après la fin de la Première Guerre mondiale, Dannie Heineman œuvre pour l'admission de l'Allemagne dans la Société des Nations. Il publie une brochure en ce sens en 1930. Heineman se fait aussi partisan d'une Europe unie en finançant et en se faisant le propagandiste du mouvement Paneuropa, animé dès les années 1920 par le comte autrichien Coudenhove-Kalergi. À l'arrivée du régime nazi, Heineman tente d'établir des contacts entre l'Allemagne et des politiciens de l’Ouest, et notamment correspond avec le président de la Reichsbank Hjalmar Schacht.
Mais en même temps, il apporte de plusieurs manières une aide active à des opposants ou victimes. Lorsque Konrad Adenauer est démis de ses fonctions de maire de Cologne en 1933, il est pourchassé et ses comptes bancaires sont bloqués. Dannie N. Heineman lui rend alors visite et lui remet en personne une enveloppe avec 10 000 Reichsmark. Pour couper court aux remerciements d'Adenauer, il dit : « Je sais que c'est un bon investissement ».
Il organise également en 1939 l'évacuation d'une centaine de familles juives de l'Allemagne vers le Luxembourg. Cet arrangement a tenu jusqu'en mai 1940 quand l'Allemagne de Hitler envahit le pays. Parmi les familles sauvées figurait celle du physicien Ernst Ising.

### Relations avec Israël
En 1936,  Heineman est approché par Chaim Weizmann qui tente ensuite de l’intéresser à l'expansion de l'institut Weizmann de recherche de Rehovot. À la fin des années 1950, et sur la base dune lettre de recommandation de Heineman, a lieu une rencontre entre Josef Cohn, représentant l'institut Weizmann, et Adenauer, qui établit une coopération entre l'institut Max-Planck et l'institut Weizmann. Adenauer reçoit un doctorat honoris causa de cet institut en 1966.

### Deuxième fondation Heineman
Aux États-Unis est créée une deuxième fondation, établie avec sa femme Hettie, la « Heineman Foundation for Reseach, Educational, Charitable and Scientific Purposes ». C'est elle qui soutient l'art, la recherche, les projets éducatifs, la recherche médicale en cardiologie et chirurgie, au Heineman Medical Reseach Center de Charlotte, en Caroline du Nord, et les deux prix, le prix Dannie-Heineman de physique mathématique et le prix Dannie-Heineman d'astrophysique.

### Collectionneur
Heineman a réuni une importante collection de livres et manuscrits, notamment musicaux, comprenant des textes et partitions de Bach, Beethoven, Chopin, Haydn, Mendelssohn, Mozart, Schubert, etc., et aussi des textes de Goethe, notamment une partie de la deuxième partie du Faust, des lettres de Napoléon, une lettre de Kepler à Luther, et le manuscrit complet de La Nouvelle Héloïse de Rousseau. Cette collection d'abord transmises à la Fondations en 1947, et est conservée depuis 1977 à la Pierpont Morgan Library de New York,.

## Honneurs et distinctions
En 1930, l'université de Cologne décerne un titre de docteur honoris causa pour son œuvre pionnière dans le développement et la distribution de l'énergie électrique. Il est aussi nommé sénateur honoraire de son ancienne école, la Technische Hochschule de Hannovre, en avril 1955. Dans les années 1950, il reçoit la Grande Croix de l'ordre de Léopold II de Belgique et il est promu Grand-Officier de ordre de Léopold.